# Manuel de Diéguez
Pour les articles homonymes, voir Diéguez.
Manuel de Diéguez, né le 11 mai 1922 à Saint-Gall (Suisse) et mort le 8 août 2019 à Sainte-Gauburge-Sainte-Colombe, est un écrivain et philosophe français.

## Biographie
D'origines latino-américaine, né en suisse, il descend, par son père, d'une famille de juristes, de poètes et de diplomates ; sa mère était une artiste lyrique. Il a étudié le droit, les lettres et les sciences politiques à l'Université de Lausanne (UNIL).
En 1948, à l'âge de 26 ans, il publie  La Barbarie commence seulement et De l'absurde : essai sur l'avenir de l'Europe. Ces deux ouvrages constituent la première analyse sur le stalinisme comme système de gouvernement fondé sur l'alliance de la puissance d'État avec l'utopie politique. Puis en 1953 un roman satire de la neutralité helvétique intitulé : Le Paradis, (Plon). En 1957, paraît une satire de l'hégémonie américaine, Dieu est-il américain ?. Suivront en 1960 L'Écrivain et son langage, (Gallimard) et Rabelais (Le Seuil) qui libèrent la critique littéraire du marxisme en réhabilitant l'individualisme du génie et l'art de l'écriture. En 1963, Chateaubriand ou Le poète face à l'histoire (Plon) et en 1965 Essai sur l'avenir poétique de Dieu (Plon), introduisent à une philosophie de l'écrivain de génie et à une analyse existentielle du style. Puis la réflexion politique  dans des articles, prend le chemin d'une démonstration de ce que la bombe atomique est une arme mythologique, donc psychologique, et non un gros canon (Esprit,  nov. 1977, juin 1979, nov. 1980, Revue politique et parlementaire, janv. 1996). Retour à une philosophie des sciences avec une étude généalogique de la notion d'intelligibilité dans la physique avec les « lois de la nature » qui n'expriment pas un prétendu statut « légal » et « juridique » de l'univers dans Science et Nescience (Bibliothèque des Idées, Gallimard, 1970).
Ces analyses conduisent à l'étude de l'imaginaire religieux : La Caverne (Bibliothèque des Idées, Gallimard, 1974). Étude sur l'imaginaire dans l'Histoire : Et l'homme créa son Dieu (Fayard, 1984), Jésus (Fayard, 1985), Une histoire de l'intelligence (Fayard 1986), L'Idole monothéiste (PUF, 1981), Le Mythe rationnel de l'Occident (PUF, 1980).
Après Le Combat de la raison (Albin Michel, 1989), sélectionné comme le meilleur essai de l'année, et L'Essai sur l'universalité de la France (Albin Michel, 1991), l'auteur prépare une histoire de la philosophie qui prendra acte de la fin du messianisme politique et religieux. Théoricien de l’Encyclopædia Universalis (Philosophie des sciences, Identité du sujet, Sagesse, Rabelais, etc.). Publications dans la NRF, La Table ronde, Esprit, la Revue politique et parlementaire, Commentaire, Les Temps modernes (Retour à la réflexion sur la physique d'Einstein en juin 1994 et sur La Fin d'une illusion de Furet en septembre 1996 dans Les Temps modernes). Au total, plus de 75 articles.
Il a été professeur invité à Middlebury College (Vermont, États-Unis), et à UCLA (Université de Californie à Los Angeles).

## Monnaie de Paris
En 1984, dans un article du journal Le Monde, Diéguez s'insurge contre les conditions  de travail des sculpteurs-graveurs de la Monnaie de Paris. Cela lui vaut une réponse de Pierre Dehaye, ancien directeur de l'administration des Monnaies et Médailles, tenant à relativiser les critiques de Diéguez et mettant au jour les avancées obtenus par ces mêmes sculpteurs-graveurs depuis le milieu des années 60.
Cela n'empêchera pas la Monnaie de Paris d'officiellement honorer l'ensemble de l'œuvre de Manuel de Diéguez en faisant graver une médaille à son effigie en décembre 1987.

## Publications (sélection)
- L'Écrivain et son langage, 1960 (Gallimard)

- Prix Maillé-Latour-Landry 1964 de l'Académie française
- Rabelais, 1960 (Seuil)
- Chateaubriand ou le Poète face à l'Histoire, 1963 (Plon)
- Essai sur l'avenir poétique de Dieu, 1965 (Plon)
- De l'idolâtrie. Discours aux clercs et aux derviches, 1969 (Gallimard)
- Science et Nescience, 1970 (Gallimard)
- La Caverne, 1974 (Gallimard)
- Le Mythe rationnel de l'Occident, 1980 (PUF)
- L'Idole monothéiste, 1981 (PUF)
- Identité et structure du sujet, 1982 (Encyclopædia Universalis)
- Et l'homme créa son Dieu, 1984 (Fayard)
- Jésus, 1985 (Fayard)
- Le Combat de la raison, 1989 (Albin Michel)
- Essai sur l'universalité de la France, 1991 (Albin Michel)
- Une histoire de l'intelligence. L'idéocritique, 1998  (Fayard)
- Le Cerveau, 1993 (Éditions Jérôme Millon)
- L'anthropologie historique et le messianisme américain, 2002 (PUF)
- Mémorial de la Philosophie, sous le regard de Don Quichotte et de Sancho Pança, 4 vol., posthume, Paris, 1715 p., 2022 (Éditions Perspectives Libres)
- Introduction à une Histoire de l’imaginaire, 7 tomes, posthume, Paris, 2022 (Perspectives Libres)

### Essais / articles
Décodage anthropologique de l'histoire contemporaine
- Internet et la nouvelle élite intellectuelle mondiale, 2002
- L'Europe et le monde arabe, 2004
- L'empire américain s'est déjà effondré ..., 2007 (interviewé par l'Ambassade d'Iran le 17 mars 2007)
- Le décervellement de l'Occident et la trahison des élites, 2008
- M. Barack Obama est-il un personnage shakespearien ?, 2009
- L'Islam, l'Occident et l'éthique, 2009
- Que peut-on faire ? Que peut-on faire ? Que peut-on faire ? Que peut-on faire ? Que peut-on faire ?, Bernard Kouchner, Assemblée nationale le 24 mars 2010, (un dialogue imaginaire, donc sérieux, entre Barack Obama et Benyamin Netanyahou), 2010